# 日本クウェート地位協定
日本クウェート地位協定とは、日本とクウェートの間で結ばれた地位協定である。正式名称は｢クウェート国における日本国の自衛隊等の地位に関する日本国政府とクウェート国政府との間の交換公文｣である。

## 概要
イラク戦争後、イラク国家復興支援活動として、イラクに陸上自衛隊を派遣するとともに、人道復興関連物資の輸送のためにクウェートに航空自衛隊を派遣した。その際に締結されたのが、日本クウェート地位協定である。

## 内容

### 日本への特権
と明記されていることから、 日本が1次裁判権を有しクウェートの刑事裁判権から完全に免除される。日本の専属管轄となる。
（「外交関係に関するウィーン条約」については、外部リンク「外交関係に関するウィーン条約（外交関係ウィーン条約）」に条文あり）

## 不平等問題
後に締結された日本ジブチ地位協定においては公務中、公務外問わず自衛隊員の犯罪をジブチ側の刑法で裁かれない、基地内も日本の刑法で活動といった治外法権（特権）を所持した日本であるが、クウェートに関しても公務中の自衛隊員の犯罪等は日本の刑法で裁かれる。これは不平等条約と批判される日米地位協定と同等の地位協定であり、日本側が有利になっている。